# Overcome
"Overcome" er en sang af bandet Live, som der blev udgivet i 2001 på albummet V.
Sangen blev indspillet i forbindelse med terrorangrebet den 11. september 2001 i USA, og blev lavet for at donere salget af den til velgørende organisationer, som skulle være til gavn for ofrene for angrebet.
| Musik | Spire Denne musikartikel er en spire som bør udbygges. Du er velkommen til at hjælpe Wikipedia ved at udvide den. |